# 長谷川欣佑
長谷川 欣佑（はせがわ きんすけ、1935年2月8日 - 2023年3月31日）は、日本の英語学者。東京大学名誉教授。

## 来歴・人物
東京生まれ。東京大学文学部英文科卒、1962年同大学院英語英文学博士課程中退、一橋大学講師、1965年東京大学文学部英文科専任講師、1968年同助教授、1974年市河三喜賞受賞。1980年同教授、1996年同大学を定年退官、名誉教授、獨協大学教授となり、2005年定年。2015年春瑞宝中綬章受勲。
生成文法に基づく英語学研究を行い、「一般化 A-over-A 原則」を提案した。

## 著書
- 『生成文法の方法 英語統語論のしくみ』研究社 2003
- 『言語理論の経験的基盤』開拓社 2014

### 共著
- 『H.A.グリースン,E.A.ナイダ（不死鳥英文法ライブラリー）』増山節夫共著 南雲堂 1964
- 『現代の英文法』荒木一雄,安井稔共編集 研究社出版 1976-2001

### 翻訳
- ジョン・ライアンズ『チョムスキー』馬場彰共訳 新潮社 1972
- デイヴィッド・クリスタル『言語学百科事典』風間喜代三共監訳 大修館書店 1992

### 記念論集
- 『長谷川欣佑教授還暦記念論文集』馬場彰編 研究社 1995
- 『言語研究の宇宙 長谷川欣佑先生古稀記念論文集』今西典子編 開拓社 2005

## 論文
- Cinii